# Renault 4Ever Trophy
Le Renault 4Ever Trophy est un concept car électrique du constructeur automobile français Renault, inspiré de la Renault 4 de 1961, présenté en 2022. Il préfigure la Renault 4 E-Tech Electric produite à partir de 2024 et présentée 2 ans après le concept, au Mondial de l'automobile de Paris 2024.

## Présentation
Le concept car est dévoilé au Mondial de l'automobile de Paris 2022 en octobre.
Le concept car célèbre les 25 ans du raid humanitaire 4L Trophy.
Le 4Ever prévu est un cousin crossover compact du prochain Renault 5 EV tout électrique. La relation entre la 5 EV et la 4Ever devrait être analogue à la relation entre la Clio et le Captur basés sur CMF-B ,.
Le 4Ever sera construit aux côtés du 5 EV chez Renault ElectriCity, une union prévue de trois usines Renault existantes dans le nord de la France, Douai, Maubeuge et Ruitz; ElectriCity devrait produire 400 000 véhicules électriques par an d'ici 2025.

## Caractéristiques techniques

### Motorisation
Le concept 4Ever Trophy est motorisé par un bloc électrique à rotor bobiné dont les caractéristiques techniques n'ont pas été dévoilées par Renault, pas plus que la capacité de la batterie.